# Miami Dolphins
I Miami Dolphins sono una squadra di football americano della NFL con sede a Miami. Competono nella East Division della American Football Conference.
I Dolphins disputano le loro gare interne all'Hard Rock Stadium, stadio che ha ospitato diverse edizioni del Super Bowl. La squadra fu fondata nel 1966 da Joe Robbie come expansion team dell'American Football League (AFL). Nel 1970 i Dolphins entrarono nella NFL quando avvenne la fusione AFL-NFL. Sono la più vecchia franchigia ancora operativa della Florida tra le maggiori leghe professionistiche americane.
È l'unica squadra nella storia NFL ad aver disputato, nel 1972, una stagione perfetta vincendo tutte le partite del campionato: 14 nella stagione regolare, 2 di play-off e il Super Bowl VII.
Al 2024, secondo la rivista Forbes, il valore dei Dolphins è di circa 6,2 miliardi di dollari, undicesimi tra le franchigie della NFL.

## Storia

Il logo usato dalla fondazione fino al 2012.

Nel 1966, la AFL stava iniziando ad affermarsi; i proprietari delle squadre ed il Commissioner Joe Foss decisero che era ormai giunto il momento di espandersi. Miami divenne così la nuova frontiera.
La squadra, di proprietà di Joe Robbie e della star televisiva Danny Thomas scelse per sé il nome di Dolphins, al termine di un concorso che vide ben 19.843 voti espressi dagli appassionati.
Il 2 settembre, davanti ad una folla di 26.776 fan convenuti al Miami Orange Bowl, i Dolphins iniziarono alla grande la loro prima partita di regular season, allorquando Joe Auer portò in meta dopo 95 yards il kickoff d'apertura.
Tuttavia, i Dolphins uscirono sconfitti dalle mura amiche, piegati per 23-14 dagli Oakland Raiders. La formazione della Florida non riuscì a vincere un incontro fino al 16 ottobre, data in cui sconfissero per 24-7 i Denver Broncos.
Da ricordare, in quella partita, lo screen pass del quarterback George Wilson Jr. per Billy Joe, che questi trasformò in una galoppata vincente da ben 67 yards. La prima stagione di vita della franchigia si chiuse con un pessimo 3-11.
Nel primo draft in comune tra NFL ed AFL, i Dolphins selezionarono il quarterback Bob Griese, prodotto di Purdue, con la quarta scelta assoluta.
Griese fu gettato nella mischia praticamente subito, quando il titolare John Stofa si ruppe la caviglia il 17 settembre, all'esordio contro i Broncos.
Griese scese in campo e guidò i DolPhins alla vittoria per 35-21.
Ciononostante, anche quell'anno si chiuse con un record negativo, un deludente 4-10.
Nel draft 1968, i Dolphins usarono l'ottava scelta assoluta per il running back All America dalla Syracuse University, Larry Csonka.
I Dolphins migliorarono il record finale, passando a 5-8-1, mentre Bob Griese stabilì il record di franchigia con 2.473 yards, 186 passaggi completati e 21 TD.
Nel 1969 i Dolphins fecero due grandi colpi, aggiudicandosi altrettanti futuri Hall of Famers. Prima acquistarono il linebacker Nick Buoniconti dai Boston Patriots, e pochi mesi più tardi la guardia Larry Little dai San Diego Chargers.
Nonostante queste buone mosse, i Dolphins furono falcidiati dagli infortuni; tra i più colpiti, Bob Griese, che saltò gran parte della stagione a causa di un problema al ginocchio.
I Dolphins terminarono sul 3-10-1, record negativo che condusse al siluramento del coach George Wilson.

### Don Shula

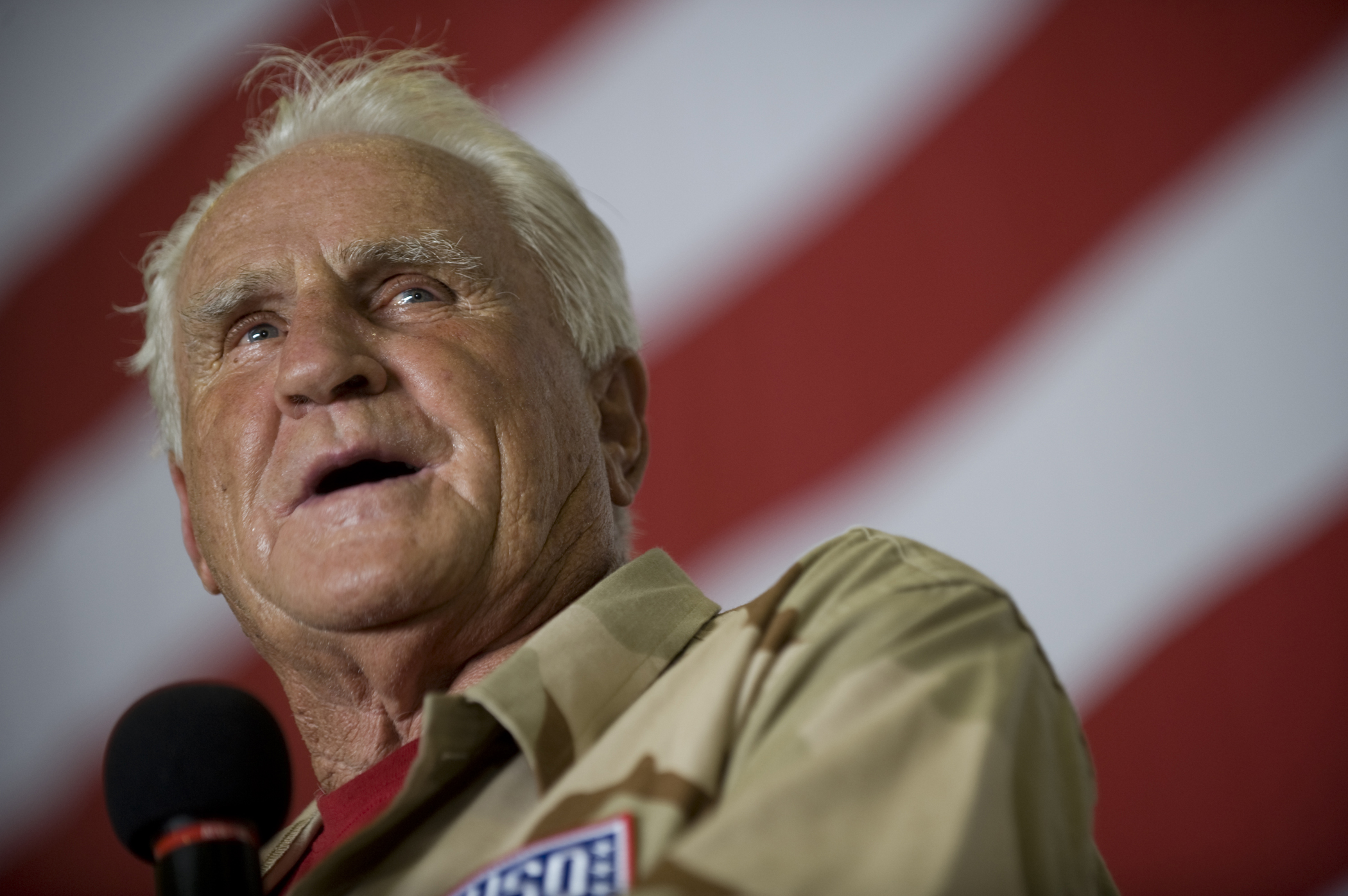
Don Shula nel 2009

I 'Phins avevano un disperato bisogno di una legittimazione: per ottenerla, cedettero la loro prima scelta al draft ed ingaggiarono Don Shula come nuovo allenatore capo.
Shula era stato un allenatore di successo con i Baltimore Colts, che aveva portato fino al Super Bowl III: la sconfitta rimediata contro i Jets di Joe Namath, però, aveva reso la permanenza di Shula nel Maryland alquanto scomoda; il coach sperava quindi di ripartire alla grande da Miami.
Ironia della sorte, proprio la città della Florida era stato il teatro della sua più grande sconfitta.
Oltre a Shula, i Dolphins aggiunsero altri futuri Hall of Famer ad un pacchetto crescente di giocatori di talento.
Shula sembrò subito essere ciò di cui i DolPhins avevano bisogno, guidandoli ad un record di 10-4, che li proiettò per la prima volta ai playoff.
L'avventura nella postseason ebbe comunque breve durata, dato che i Dolphins vennero sconfitti per 21-14 dai Raiders a Oakland.
Il 1971 vide Miami mettere a segno un altro importante colpo, con l'arrivo del linebacker Bob Matheson, che divenne il perno della “53 defense”.
Con un reparto di giocatori pressoché sconosciuti, chiamati col soprannome di “No-Name Defense”, i Dolphins iniziarono ad affermarsi come la miglior squadra della AFC.
Anche l'attacco continuò a far bene, con Bob Griese aiutato da un talentuoso trio di corridori guidato da Larry Csonka (il primo giocatore di franchigia ad infrangere il traguardo delle 1.000 yard). Insieme a lui c'erano Jim Kiick e Mercury Morris, e grazie a loro i Dolphins conquistarono il loro primo titolo di division, col record di 10-3-1.
Dopo aver vinto la AFC East, i Dolphins furono protagonisti di una classica partita di Natale, contro i Chiefs a Kansas City.
Per tutto l'incontro, i Dolphins non riuscirono a fermare il grande running back avversario Ed Podolak. Tuttavia, i ragazzi di Shula seppero restare in partita, rimontando ogni volta che i Chiefs si erano portati in vantaggio e portando l'incontro ai supplementari sul 24-24.
Nell'overtime, entrambe le squadre fallirono grandi opportunità di mettere fine alla partita, costringendole a un secondo supplementare nel quale i Dolphins riuscirono ad imporsi per 27-24, grazie ad un field goal da 37 yard di Garo Yepremian.
La partita, con i suoi 82 minuti e 40 secondi, è tuttora la più lunga nella storia NFL. Una settimana dopo la maratona di Kansas City, i Dolphins ospitarono gli Indianapolis Colts nella finale della AFC, vincendo alla grande, per 21-0 davanti 78.629 spettatori all'Orange Bowl.
Il TD della svolta giunse con il ritorno di intercetto vincente, da ben 62 yard, messo a segno dalla safety Dick Anderson.
Nel Super Bowl VI, i Dolphins affrontarono i Dallas Cowboys al Tulane Stadium di New Orleans.
I texani, che da ben 6 anni aspettavano di fare il grande passo, erano determinati a non lasciarsi sfuggire l'ennesimo Super Bowl, e così fecero: i Dolphins vennero letteralmente surclassati da una formazione di maggiore esperienza, che corse per 252 yard e finì per imporsi col punteggio di 24-3.

### Laperfect season
Nel 1972, i Dolphins partirono con l'obiettivo di vincere il campionato, sfuggito nel Superbowl dell'anno prima.
La formazione di Miami iniziò la stagione a Kansas City, dove, portatasi in vantaggio per 20-0, resistette al ritorno avversario, chiudendo sul 20-10 nella prima gara mai disputata all'Arrowhead Stadium.
All'esordio casalingo, i Dolphins superarono per 34-13 gli Houston Oilers, mentre nella terza giornata i Dolphins batterono in rimonta i Vikings con 10 punti nell'ultimo quarto, iniziato in svantaggio per 14-6, portando così il record parziale sul 3-0.
Il record migliorò ulteriormente una settimana dopo, con la vittoria per 27-17 sui Jets allo Shea Stadium.
Nella quinta settimana, i Dolphins videro le loro speranze di Super Bowl messe a serio repentaglio quando Bob Griese si ruppe una gamba nella sfida casalinga contro i Chargers. Tuttavia, il quarterback di riserva Earl Morrall, acquistato a inizio stagione, si fece trovare pronto e trascinò i Dolphins alla vittoria per 24-10. Morrall dovette fare gli straordinari, per sostituire Griese nel resto della regular season.
Una settimana più tardi, contro Buffalo, i Dolphins dovettero nuovamente rimontare nell'ultimo quarto, imponendosi per 24-23 per la sesta vittoria.
I Dolphins misero a segno la settima vittoria, piegando per 23-0 i Colts a Baltimora.

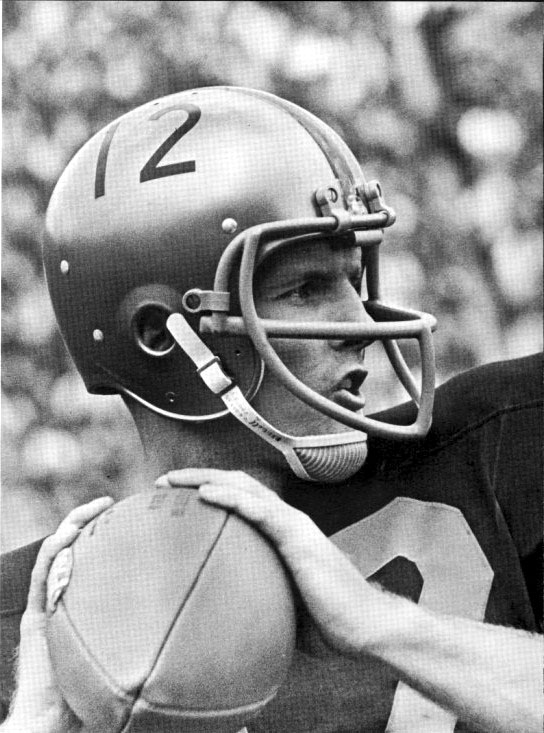
Bob Griese fu il quarterback dei due Super Bowl vinti dai Dolphins.

Nella settimana 8, Miami sfidò nuovamente i Bills a Buffalo, ma stavolta non dovette faticare troppo, superando i padroni di casa per 30-16.
La nona giornata vide i Dolphins superare con un devastante 52-0 i malcapitati New England Patriots all'Orange Bowl. Sul record 9-0, i Dolphins erano ancora imbattuti, ma guidati da una riserva, ragion per cui molti pensavano che la prima sconfitta fosse solo una questione di tempo.
Nella settimana 10, l'Orange Bowl fu il teatro di una sfida tiratissima contro i Jets, che vide i Dolphins spuntarla per 28-24.
La formazione di Shula passò sull'11-0 con un'altra vittoria casalinga contro i Cardinals, battuti per 31-10.
I Dolphins giunsero così a dicembre ancora imbattuti, dopo aver superato nuovamente i Patriots per 37-21 a Foxboro.
Nella settimana 13, allo Yankee Stadium di New York, i Dolphins si imposero sui Giants nell'ultimo quarto, grazie a due field goal di Garo Yepremian, che fissarono il punteggio sul 23-13.
Con 13 vittorie già in carniere, ai Dolphins bastava ancora un successo per chiudere la regular season senza sconfitte. Vittoria che arrivò puntuale quando i Dolphins batterono per 16-0 i Colts all'Orange Bowl.
Imbattuta, Miami iniziò quindi la postseason affrontando i Cleveland Browns nel Divisional Playoff.
I Dolphins si portarono rapidamente sul 10-0, ma la difesa dei Browns serrò i ranghi, impedendo agli avversari di mettere punti a referto fino all'ultimo quarto.
Dopo un field goal di Yepremian, che portò il punteggio sul 13-0, i Dolphins subirono un inaspettato uno-due dei Browns, che passarono sul 14-13 nell'ultima frazione di gioco.
Negli ultimi secondi, Jim Kiick riuscì a mettere a segno un touchdown dopo una corsa da 8 yard, che diede ai Dolphins la vittoria per 21-14.
Con quel successo, i Dolphins approdarono così alla finale di AFC.
Nel 1972, il vantaggio campo non era deciso in base al miglior record, quindi i Dolphins dovettero affrontare una difficile trasferta fino al Three Rivers Stadium di Pittsburgh contro gli Steelers.
I Dolphins apparvero subito in difficoltà andando sotto 7-0 ad inizio gara, ma riuscirono a pareggiare prima dell'intervallo. Quando gli Steelers ripassarono in vantaggio per 10-7 Don Shula gettò nella mischia il rientrante Bob Griese al posto di Earl Morrall. Ciononostante i Dolphins non riuscirono a cambiare marcia e Shula lanciò il punter Larry Sieple che corse per 17 yard, conquistando un insperato primo down, dal quale partì la rimonta.
Due touchdown di Jim Kiick diedero ai Dolphins il vantaggio, che conservarono fino alla fine, imponendosi per 21-17 e diventando il primo team AFC a partecipare a due Super Bowl consecutivi.
Nel Super Bowl VII i Washington Redskins erano però dati per favoriti; la “No Name Defense” di Miami imbrigliò tuttavia i Pellerossa per tutto l'incontro, limitandoli a sole 87 yard di passaggio ed a 228 yard totali in attacco.
I Dolphins si portarono sul 14-0, vantaggio che mantennero fino all'ultimo quarto, quando su un field goal di Garo Yepremian che avrebbe potuto portare il punteggio 17-0, il calcio venne intercettato e riportato in meta da Mike Bass, cosicché i Redskins accorciarono le distanze, portandosi sul 14-7.
La difesa di Miami si dimostrò però impenetrabile per il resto della gara e i Dolphins divennero la prima squadra NFL a disputare una “perfect season”, rimanendo imbattuti sia nella stagione regolare che nei playoffs, chiudendo con 17 vittorie.
Jake Scott, che intercettò due passaggi, venne nominato MVP del Super Bowl.

### Campioni per la seconda volta consecutiva
Dopo una stagione straordinaria, nel 1973 molti si aspettavano che i Dolphins fossero ancora migliori dell'anno prima, ma la caccia alla seconda “perfect season” finì prestissimo: nella settimana 2 i Dolphins vennero infatti scontitti dai Raiders a Berkley, California.
I ragazzi di Shula chiusero la stagione regolare sul 12-2.
Tra i momenti da ricordare, la partita casalinga del 30 settembre contro New England, nella quale il Runningback Mercury Morris stabilì il record di corsa con 197 yards e 3 touchdown (da 24, 70, e 35 yards), che trascinarono i Dolphins alla vittoria per 44-23.
L'11 novembre i Dolphins lasciarono a secco i Colts per la quarta volta di fila (44-0). I Dolphins chiusero la regular season con il successo per 34-7 sui Detroit Lions: in quell'incontro, Paul Warfield mise a segno 4 ricezioni da touchdown.
La vittoria portò il bilancio dei Dolphins sul 26-2 in due anni, miglior record NFL per un tale arco temporale.
I Dolphins affrontarono i Cincinnati Bengals nel Divisional Playoff, superandoli agevolmente col punteggio di 34-16 ed approdando al Championship AFC.
In quell'incontro, i Dolphins si trovarono nuovamente opposti agli stessi Raiders che avevano messo fine alla loro striscia vincente. Stavolta, però, la partita si disputò tra le mura amiche dell'Orange Bowl, e i Dolphins si vendicarono, piegando gli avversari per 27-10, con 266 yards corse.
I ragazzi di Shula staccarono così il biglietto per il loro terzo Super Bowl consecutivo, divenendo la prima formazione di sempre a riuscirvi.
Il Super Bowl VIII, fu giocato al Rice Stadium di Houston, contro i Minnesota Vikings. Il grande protagonista fu Larry Csonka, poi nominato MVP dell'incontro, che corse per 145 yard, e mise a segno 2 touchdown, trascinando i Dolphins alla vittoria per 25-7 e al loro secondo Lombardi Trophy di fila. I Dolphins divennero così la seconda squadra di sempre a vincere 2 Super Bowl consecutivi. Il gioco sulla corsa ed il controllo della palla furono così schiaccianti che Bob Griese dovette solo completare 6 passaggi su 7 per 73 yards, mentre sul terreno la formazione della Florida guadagnò 196 yard.
Nelle 3 gare di playoff, i Dolphins chiusero con un incredibile bilancio punti di 85-33.

### Anni post-Super Bowl vinti
Nel 1974 l'inizio della pre-stagione venne rinviato a causa di uno sciopero. I rapporti difficili tra la NFL ed i giocatori si rivelarono un serio ostacolo per le chance dei Dolphins di conquistare il terzo Super Bowl di fila. A rendere ancor più difficile la situazione ci fu la nascita della World Football League, che attirò a sé diversi giocatori dei Dolphins. Ancora una volta, i Dolphins conquistarono il titolo di division con il record di 11-3, vincendo anche la propria 31ª partita consecutiva in casa, un record NFL. I Dolphins volarono ad Oakland per il primo turno di playoff, con l'obiettivo di giungere fino al Super Bowl. La vittoria dei Raiders mise fine al regno dei Dolphins. Tra i momenti da ricordare, la 19ª e 20ª vittoria consecutiva dei Dolphins contro i Buffalo Bills. Per tutti gli anni settanta, i Dolphins totalizzarono un record di 20-0 negli scontri diretti contro la formazione di Buffalo, il che impedì, tra l'altro, ad O.J. Simpson di conquistare alcun successo nei playoff. Nei divisional playoff, i Dolphins non ebbero scampo contro i Pittsburgh Steelers, che si portarono sul 20-0 già nel primo quarto, finendo poi per imporsi per 34-14, nella corsa al loro secondo Super Bowl consecutivo. Dopo alcune stagioni senza particolari allori, i Dolphins tornarono alla ribalta nella stagione 1982.
Nella stagione accorciata per sciopero del 1982, i Dolphins, guidati dalla difesa nota come "Killer B's defense" (Bob Baumhower, Bill Barnett, Lyle Blackwood, Kim Bokamper, Glenn Blackwood, Charles Bowser, Doug Betters e Bob Brudzinski), tenne cinque dei suoi nove avversari a 14 o meno punti segnati, spianando la strada per la quarta partecipazione al Super Bowl. Nei primi due turni di playoff, essi vendicarono sconfitte precedenti, abbattendo i New England Patriots, 28–13 (vendicandosi per la sfortunata Snow Plow Game allo Schaeffer Stadium disputata precedentemente nelle stagione) e i San Diego Chargers, 34–13 all'Orange Bowl. Nella finale della AFC i Dolphins batterono i New York Jets 14–0, raggiungendo il Super Bowl XVII, perso contro Washington, 27–17.

### L'era di Dan Marino (1983-1999)
Nel Draft NFL 1983, i Dolphins scelsero il quarterback Dan Marino dall'Università di Pittsburgh, scivolato alla chiamata numero 27 del primo giro. Durante la terza gara della stagione 1983 contro i Los Angeles Raiders nel Monday Night Football, Shula sostituì il quarterback David Woodley col rookie Marino, che avrebbe finito col guidare la NFL in passaggi la AFC con 20 touchdown e soli 6 intercetti.

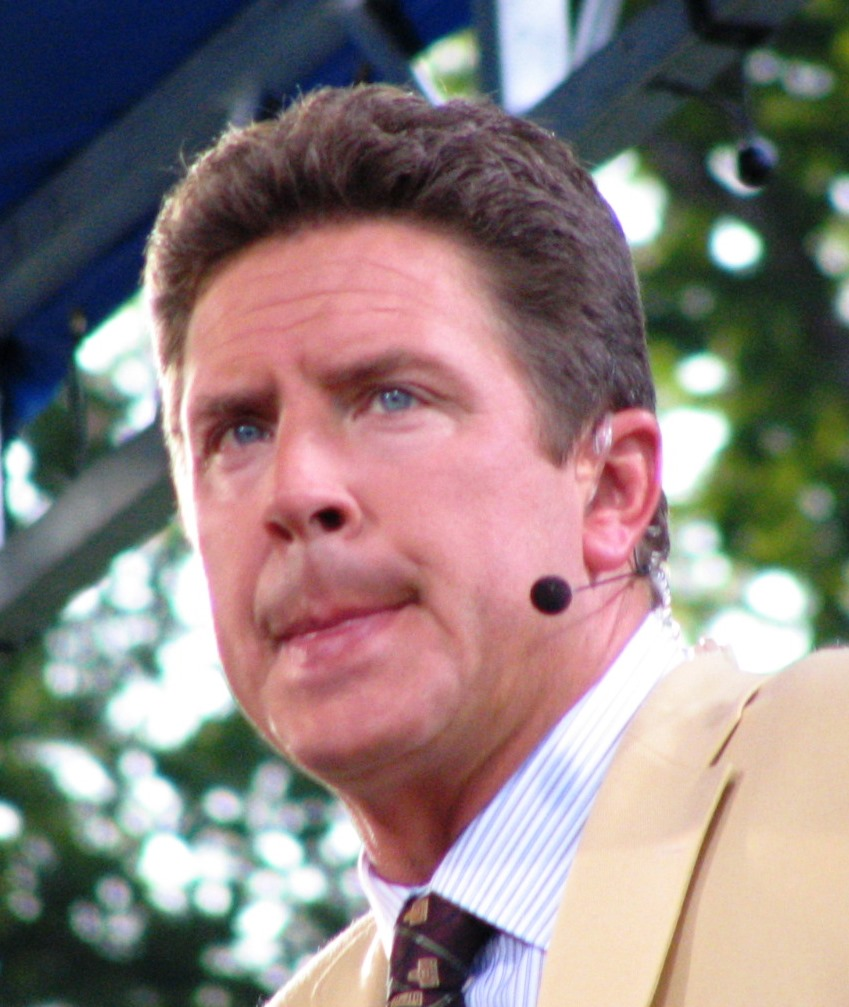
Dan Marino trascorse 17 stagioni coi Dolphins dal 1983 al 1999.

Nel 1984, i Dolphins vinsero le prime 11 gare della stagione regolare, terminando con un record 14–2 (tuttora il migliore della franchigia in un campionato a 16 gare). Marino, nella sua prima stagione completa, disputò una delle stagioni più impressionanti della storia della NFL per un quarterback, stabilendo diversi record NFL stagionali per yard passate (5.084), passaggi da touchdown (48) e passaggi completati (362), venendo premiato come MVP della NFL. Miami si vendicò della sconfitta coi Seahawks dell'anno precedente battendoli 31–10 e poi superò gli Steelers 45–28 nella finale della AFC, qualificandosi al Super Bowl XIX. Nell'attesa sfida tra i due più grandi quarterback dell'epoca, Dan Marino e Joe Montana, Miami fu sconfitta dai San Francisco 49ers 38–16. Quella sarebbe stata l'unica apparizione della carriera di Marino al Super Bowl.
Miami terminò con un record di 12–4–0 nel 1985 e, in un'epica resa dei conti nel Monday Night Football, batté i precedentemente imbattuti Chicago Bears, infliggendo loro l'unica sconfitta della stagione. Dopo aver rimontato uno svantaggio di 21–3 nel terzo quarto dei divisional playoff battendo i Cleveland Browns 24–21, molte persone sognavano di vedere una rivincita contro Chicago nel Super Bowl XX. La Cenerentola New England Patriots però, avversaria dei Dolphins nella finale della AFC, cambiò i piani della squadra di Shula. New England forzò sei palloni persi agli avversari e vinse 31–14, la prima vittoria dei Patriots a Miami dal 1966. I Patriots venivano da una striscia di 18 sconfitte consecutive all'Orange Bowl. Nel 1969, i Boston Patriots avevano battuto i Dolphins al Tampa Stadium.

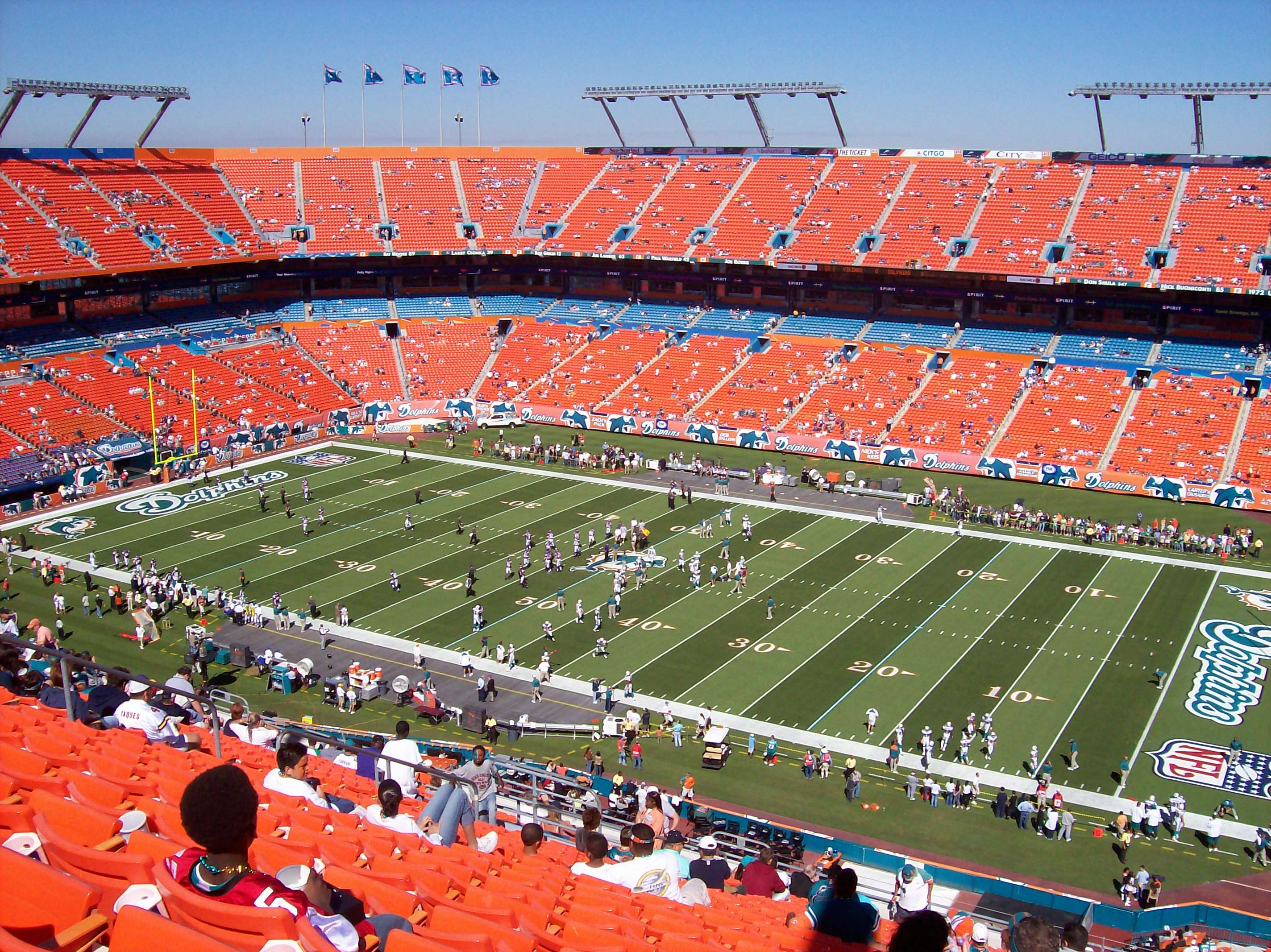
I Dolphins passarono al Joe Robbie Stadium (ora Hard Rock Stadium) nel 1987.

Nel 1986, i Dolphins, rallentati da problemi difensivi, partirono con un record di 2-5 e terminarono 8–8, mancando i playoff per la prima volta dal 1980. I Dolphins persero la loro gara finale all'Orange Bowl contro i New England Patriots 34–27 nel Monday Night Football. I problemi continuarono nella stagione 1987 accorciata di una gara per un altro sciopero, con un record di 8-7 nel primo anno al Joe Robbie Stadium. Miami ebbe la sua prima stagione perdente (6–10) dal 1976 nel 1988 mentre terminò il 1989 con un bilancio di 8-8.
Dopo alcune stagioni altalenanti dove la squadra arrivò a giocarsi in più di un'occasione la finale AFC, nel 1995, Marino superò i record NFL di Fran Tarkenton per yard (48.841), touchdown (352) e passaggi completati (3.913) in carriera e Don Shula si ritirò e divenne un dirigente dei Dolphins.
Nel 1999, Marino annunciò il suo ritiro.

### Gli anni post-Marino (2000-2015)
Negli successivi all'addio di Marino, i Dolphins cambiarono nove quarterback nello spazio di sette anni, nella speranza di trovare un degno erede del quarterback che li aveva guidati per 16 anni, senza però risultati di rilievo. I Dolphins riuscirono a qualificarsi per i playoff solo 3 volte nell'arco di 15 anni.

### Adam Gase (2016-2018)
Il 9 gennaio 2016, il coordinatore offensivo dei Chicago Bears Adam Gase fu assunto come capo-allenatore dei Dolphins. Con il nuovo allenatore, il più giovane della NFL, i Dolphins riuscirono a centrare per la prima volta dopo otto anni i playoff al primo tentativo, dove furono eliminati nel turno delle wild card dai Pittsburgh Steelers. Nei successivi due anni la squadra non riuscì a replicare gli stessi risultati della stagione 2016 terminando il campionato senza centrare i playoff. Gase venne così licenziato al termine della stagione 2018 con un record negativo complessivo di 23 vittorie e 25 sconfitte.

### Brian Flores (2019-)
Il 4 febbraio 2019, Brian Flores fu assunto come nuovo capo-allenatore dei Dolphins, il 13º della storia della franchigia.

## Titoli

### Super Bowl
| Anno                     | Allenatore               | Super Bowl               | Città                    | Avversario               | Punteggio | Record |
| ------------------------ | ------------------------ | ------------------------ | ------------------------ | ------------------------ | --------- | ------ |
| 1972                     | Don Shula                | VII                      | Los Angeles              | Washington Redskins      | 14-7      | 17-0   |
| 1973                     | Don Shula                | VIII                     | Houston                  | Minnesota Vikings        | 24-7      | 15-2   |
| Totale Super Bowl vinti: | Totale Super Bowl vinti: | Totale Super Bowl vinti: | Totale Super Bowl vinti: | Totale Super Bowl vinti: | 2         | 2      |

### Titoli AFC
| Anno               | Allenatore         | Città              | Avversario          | Punteggio | Record |
| ------------------ | ------------------ | ------------------ | ------------------- | --------- | ------ |
| 1971               | Don Shula          | Miami              | Baltimore Colts     | 21-0      | 12-4-1 |
| 1972               | Don Shula          | Pittsburgh         | Pittsburgh Steelers | 21-17     | 17-0   |
| 1973               | Don Shula          | Miami              | Oakland Raiders     | 27-10     | 15-2   |
| 1982               | Don Shula          | Miami              | New York Jets       | 14-0      | 10-3   |
| 1984               | Don Shula          | Miami              | Pittsburgh Steelers | 45-28     | 16-3   |
| Totale titoli AFC: | Totale titoli AFC: | Totale titoli AFC: | Totale titoli AFC:  | 5         | 5      |

## Stagione per stagione
La seguente è la lista delle ultime dieci stagioni dei Dolphins
| Cronistoriadei Miami Dolphins | Cronistoriadei Miami Dolphins | Cronistoriadei Miami Dolphins | Cronistoriadei Miami Dolphins | Cronistoriadei Miami Dolphins | Cronistoriadei Miami Dolphins | Cronistoriadei Miami Dolphins | Cronistoriadei Miami Dolphins | Cronistoriadei Miami Dolphins | Cronistoriadei Miami Dolphins                         | Cronistoriadei Miami Dolphins |                              |
| Stagione di lega              | Stagione di squadra           | Lega                          | Conference                    | Division                      | Stagione regolare             | Stagione regolare             | Stagione regolare             | Stagione regolare             | Play-off                                              | Premi individuali             |                              |
| Stagione di lega              | Stagione di squadra           | Lega                          | Conference                    | Division                      | Pos.                          | V                             | S                             | P                             | Play-off                                              | Premi individuali             |                              |
| ----------------------------- | ----------------------------- | ----------------------------- | ----------------------------- | ----------------------------- | ----------------------------- | ----------------------------- | ----------------------------- | ----------------------------- | ----------------------------------------------------- | ----------------------------- | ---------------------------- |
| 2008                          | 2008                          | NFL                           | AFC                           | East                          | 1                             | 11                            | 5                             | 0                             | S Wild Card Game contro i Baltimore Ravens (9-27)     |                               |                              |
| 2009                          | 2009                          | NFL                           | AFC                           | East                          | 3                             | 7                             | 9                             | 0                             | non disputati                                         |                               |                              |
| 2010                          | 2010                          | NFL                           | AFC                           | East                          | 3                             | 7                             | 9                             | 0                             | non disputati                                         |                               |                              |
| 2011                          | 2011                          | NFL                           | AFC                           | East                          | 3                             | 6                             | 10                            | 0                             | non disputati                                         |                               |                              |
| 2012                          | 2012                          | NFL                           | AFC                           | East                          | 2                             | 7                             | 9                             | 0                             | non disputati                                         |                               |                              |
| 2013                          | 2013                          | NFL                           | AFC                           | East                          | 3                             | 8                             | 8                             | 0                             | non disputati                                         |                               |                              |
| 2014                          | 2014                          | NFL                           | AFC                           | East                          | 3                             | 9                             | 9                             | 0                             | non disputati                                         |                               |                              |
| 2015                          | 2015                          | NFL                           | AFC                           | East                          | 4                             | 6                             | 10                            | 0                             | non disputati                                         |                               |                              |
| 2016                          | 2016                          | NFL                           | AFC                           | East                          | 2                             | 10                            | 6                             | 0                             | S Wild Card Game contro i Pittsburgh Steelers (12-30) |                               |                              |
| 2017                          | 2017                          | NFL                           | AFC                           | East                          | 3                             | 6                             | 10                            | 0                             | non disputati                                         |                               |                              |
| Totale                        | Totale                        | Totale                        | Totale                        | Totale                        | Totale                        | 445                           | 351                           | 4                             | Record di stagione regolare                           | Record di stagione regolare   | Record di stagione regolare  |
| Totale                        | Totale                        | Totale                        | Totale                        | Totale                        | Totale                        | 20                            | 21                            |                               | Record dei play-off                                   | Record dei play-off           | Record dei play-off          |
| Totale                        | Totale                        | Totale                        | Totale                        | Totale                        | Totale                        | 465                           | 372                           | 4                             | Stagione regolare e play-off                          | Stagione regolare e play-off  | Stagione regolare e play-off |

Legenda
- Vittoria nel Super Bowl (dal 1966)
- Vittoria nella lega (1920-1969)
- Vittoria nella Conference

- Vittoria nella Division
- Qualificazione al Wild Card Game (dal 1978)
- V = Vittorie

- S = Sconfitte
- P = Pareggi
- T = Posizione a pari merito

## Loghi e uniformi
I Miami Dolphins hanno tre maglie, due tradizionali con i colori sociali invertiti; indossano principalmente una maglia bianca quando giocano in casa, ad eccezione delle partite in notturna e in trasferta nelle quali usano una maglia color verde acqua. Dal 2003, i Dolphins hanno introdotto la terza maglia, tutta arancione, utilizzata per la prima volta in una vittoria contro Washington. La maglia è stata di nuovo utilizzata nel 2004 in un Monday Night Football che contrapponeva i Dolphins con un record di 2-11 contro New England che si trovava su 12-1. In quella gara Miami ottenne una vittoria a sorpresa. Sono state utilizzate di nuovo nel 2009 in una vittoria contro i Jets. Tuttavia i dolphins persero l'anno successivo di nuovo con i Jets e la maglia non fu più utilizzata.
Il casco è bianco con profili verde acqua e arancio e ai lati un delfino che salta davanti ad un sole raggiante.

## Giocatori importanti

### Membri della Pro Football Hall of Fame
Fino alla classe 2017, 10 giocatori e un membro dello staff dei Dolphins sono stati inseriti nella Pro Football Hall of Fame:
| Hall of Famer dei Miami Dolphins |      |            |                   |
| Anno                             | Num. | Ruolo      | Giocatore         |
| 1983                             | 42   | WR         | Paul Warfield     |
| 1987                             | 39   | FB         | Larry Csonka      |
| 1987                             | 62   | C          | Jim Langer        |
| 1990                             | 12   | QB         | Bob Griese        |
| 1993                             | 66   | G          | Larry Little      |
| 1997                             | --   | Allenatore | Don Shula         |
| 1998                             | 57   | C          | Dwight Stephenson |
| 2001                             | 85   | WR         | Nick Buoniconti   |
| 2005                             | 13   | QB         | Dan Marino        |
| 2013                             | 88   | WR         | Cris Carter       |
| 2017                             | 99   | LB         | Jason Taylor      |

### Premi individuali
| MVP della NFL |            |       |
| Anno          | Giocatore  | Ruolo |
| 1984          | Dan Marino | QB    |

| MVP del Super Bowl |              |       |
| SB                 | Giocatore    | Ruolo |
| VII                | Jake Scott   | S     |
| VIII               | Larry Csonka | RB    |

| Giocatore offensivo dell'anno |            |       |
| Anno                          | Giocatore  | Ruolo |
| 1984                          | Dan Marino | QB    |

| Difensore dell'anno |               |       |
| Anno                | Giocatore     | Ruolo |
| 1973                | Dick Anderson | S     |
| 1983                | Doug Betters  | DE    |
| 2006                | Jason Taylor  | DE    |

| Rookie offensivo dell'anno |                |       |
| Anno                       | Giocatore      | Ruolo |
| 1987                       | Troy Stradford | RB    |

| Rookie difensivo dell'anno |            |       |
| Anno                       | Giocatore  | Ruolo |
| 1977                       | A.J. Duhe  | DE    |
| 1994                       | Tim Bowens | DT    |

| MVP del Pro Bowl |                  |       |
| Anno             | Giocatore        | Ruolo |
| 1973             | Garo Yepremian   | K     |
| 2002             | Ricky Williams   | RB    |
| 2011             | Brandon Marshall | WR    |

### Record di franchigia
Carriera
| Record in carriera |              |        |
| Categoria          | Giocatore    | Numero |
| Yard passate       | Dan Marino   | 61.361 |
| TD passati         | Dan Marino   | 420    |
| Yard ricevute      | Mark Duper   | 8.869  |
| TD su ric.         | Mark Clayton | 81     |
| Yard corse         | Larry Csonka | 6.737  |
| TD su corsa        | Larry Csonka | 54     |

Stagionali
| Record stagionali |                |        |      |
| Categoria         | Giocatore      | Numero | Anno |
| Yard passate      | Dan Marino     | 5.084  | 1984 |
| TD passati        | Dan Marino     | 48     | 1984 |
| Yard ricevute     | Mark Clayton   | 1.389  | 1984 |
| TD su ric.        | Mark Clayton   | 18     | 1984 |
| Yard corse        | Ricky Williams | 1.853  | 2002 |
| TD su corsa       | Ricky Williams | 16     | 2002 |

Fonte:

## La squadra
| Roster dei Miami Dolphins |
| --- |
| Quarterback - 14 Quinn Ewers - 16 Brett Gabbert - 1 Tua Tagovailoa - 0 Zach Wilson Running Back - 28 De'Von Achane - 31 Ollie Gordon II - 30 Alec Ingold FB - 8 Alexander Mattison - 5 Jaylen Wright Wide Receiver - 19 Andrew Armstrong - 48 Monaray Baldwin - 86 Tarik Black - 82 D'Wayne Eskridge - 84 Erik Ezukanma - 88 A.J. Henning - 10 Tyreek Hill - 17 Jaylen Waddle - 7 Tahj Washington - 6 Malik Washington - 81 Theo Wease Jr. - 18 Nick Westbrook-Ikhine Tight End - 85 Pharaoh Brown - 80 Tanner Conner - 47 Jalin Conyers - 89 Julian Hill - 87 Hayden Rucci Offensive Linemen - 79 Larry Borom LT - 55 Aaron Brewer C - 64 Daniel Brunskill C - 76 Jackson Carman RT - 66 Braeden Daniels RT - 78 James Daniels G - 77 Ryan Hayes RT - 73 Austin Jackson RT - 70 Bayron Matos RT - -- Jalen McKenzie LT - 60 Andrew Meyer C - 52 Patrick Paul LT - 68 Josh Priebe G - 72 Jonah Savaiinaea G - 71 Kion Smith LT - 65 Addison West C Defensive Linemen - 93 Zeek Biggers DT - 91 Matthew Butler DT - 98 Matt Dickerson DE - 90 Kenneth Grant DT - 96 Alex Huntley DT - 95 Benito Jones DT - 94 Jordan Phillips DT - 92 Zach Sieler DT - 97 Ben Stille DE Linebacker - 51 Eugene Asante ILB - 56 Quinton Bell OLB - 3 K.J. Britt ILB - 20 Jordyn Brooks ILB - 2 Bradley Chubb OLB - 11 Tyrel Dodson ILB - 40 Willie Gay ILB - 53 Cameron Goode OLB - 57 Dequan Jackson ILB - 50 Mohamed Kamara OLB - 59 Derrick McLendon OLB - 42 Grayson Murphy OLB - 15 Jaelan Phillips OLB - 44 Chop Robinson OLB - 41 Channing Tindall ILB Defensive Back - 45 B.J. Adams CB - 26 Cornell Armstrong CB - 27 Ethan Bonner CB - 22 Elijah Campbell FS - 34 Jordan Colbert SS - 21 Ashtyn Davis SS - 36 Storm Duck CB - 29 Minkah Fitzpatrick FS - 38 Mike Hilton CB - 37 Isaiah Johnson CB - 23 Jack Jones CB - 33 Jason Marshall Jr. CB - 32 Patrick McMorris SS - 46 Ethan Robinson CB - 35 John Saunders Jr. SS - 14 Kendall Sheffield CB - 24 Cam Smith CB - 25 Dante Trader Jr. S Special Team - 16 Jake Bailey P - 67 Joe Cardona LS - 7 Jason Sanders K - 49 Ryan Stonehouse P Lista delle riserve - 23 Artie Burns CB (IR) - 74 Liam Eichenberg G (PUP) - 62 Obinna Eze LT (IR) - 4 Kader Kohou CB (IR) - 43 Jason Maitre CB (IR) - 9 Ifeatu Melifonwu FS (NF-Inj.) - 83 Darren Waller TE (PUP) Roster aggiornato al 2 agosto 2025 87 attivi, 3 inattivi |
| Legenda - I rookie sono in corsivo. - Il primo ruolo è il principale mentre gli eventuali successivi indicano i ruoli secondari. - (IR) sta per Injured Reserve ed indica la lista ristretta per un solo giocatore infortunato che può tornare ad allenarsi dopo la settimana 6 e a rientrare in prima squadra dopo che questa ha giocato 8 partite. - (NF-Inj.) / (NF-Ill.) stanno rispettivamente per Non-Football Injured e Non-Football Illness ed indicano le liste dove viene inserito un giocatore che ha un infortunio o una malattia non dipendente dal football americano. - (PUP) sta per Physically Unable to Perform ed indica la lista dove viene inserito un giocatore mentre è in attesa di recuperare la condizione fisica. Nella stagione regolare dopo la sesta partita giocata dalla propria squadra, il giocatore ha tempo tre settimane per riprendere ad allenarsi, più tre settimane aggiuntive dal suo rientro agli allenamenti per rientrare in prima squadra. |

## Staff

### Allenatori
| Legenda | Legenda                                                         |
| ------- | --------------------------------------------------------------- |
| PA      | Partite allenate                                                |
| V       | Vittorie                                                        |
| S       | Sconfitte                                                       |
| P       | Pareggio                                                        |
| V%      | Percentuale di vittorie                                         |
|         | Ha trascorso l'intera sua carriera da allenatore con i Dolphins |
|         | Eletto nella Pro Football Hall of Fame                          |

Note: Statistiche aggiornate a fine stagione 2023.
| Num.           | Nome           | Stagione/i | PA                | V                 | S                 | P                 | V%                | PA      | V       | S       | V%      | Successi                                                | Note |
| Num.           | Nome           | Stagione/i | Stagione regolare | Stagione regolare | Stagione regolare | Stagione regolare | Stagione regolare | Playoff | Playoff | Playoff | Playoff | Successi                                                | Note |
| -------------- | -------------- | ---------- | ----------------- | ----------------- | ----------------- | ----------------- | ----------------- | ------- | ------- | ------- | ------- | ------------------------------------------------------- | ---- |
| Miami Dolphins |                |            |                   |                   |                   |                   |                   |         |         |         |         |                                                         |      |
| 1              | George Wilson  | 1966–1969  | 56                | 15                | 39                | 2                 | .286              | —       | —       | —       | —       |                                                         |      |
| 2              | Don Shula      | 1970–1995  | 392               | 257               | 133               | 2                 | .658              | 31      | 17      | 14      | .548    | Vince 2 Super Bowl (VII, VIII) 1972 NFL Coach dell'anno |      |
| 3              | Jimmy Johnson  | 1996–1999  | 64                | 36                | 28                | 0                 | .563              | 5       | 2       | 3       | .400    |                                                         |      |
| 4              | Dave Wannstedt | 2000–2004  | 73                | 42                | 31                | 0                 | .575              | 3       | 1       | 2       | .333    |                                                         |      |
| 5              | Jim Bates      | 2004       | 7                 | 3                 | 4                 | 0                 | .429              | —       | —       | —       | —       |                                                         |      |
| 6              | Nick Saban     | 2005–2006  | 32                | 15                | 17                | 0                 | .469              | —       | —       | —       | —       |                                                         |      |
| 7              | Cam Cameron    | 2007       | 16                | 1                 | 15                | 0                 | .063              | —       | —       | —       | —       |                                                         |      |
| 8              | Tony Sparano   | 2008–2011  | 61                | 29                | 32                | 0                 | .475              | 1       | 0       | 1       | .000    |                                                         |      |
| 9              | Todd Bowles    | 2011       | 3                 | 2                 | 1                 | 0                 | .667              | —       | —       | —       | —       |                                                         |      |
| 10             | Joe Philbin    | 2012–2015  | 52                | 24                | 28                | 0                 | .462              | —       | —       | —       | —       |                                                         |      |
| 11             | Dan Campbell   | 2015       | 12                | 5                 | 7                 | 0                 | .417              | —       | —       | —       | —       |                                                         |      |
| 12             | Adam Gase      | 2016–2018  | 48                | 23                | 25                | 0                 | .479              | 1       | 0       | 1       | .000    |                                                         |      |
| 13             | Brian Flores   | 2019–2021  | 49                | 24                | 25                | 0                 | .490              | —       | —       | —       | —       |                                                         |      |
| 14             | Mike McDaniel  | 2022–      | 34                | 20                | 14                | 0                 | .588              | 2       | 0       | 2       | .000    |                                                         |      |

### Staff attuale
| Staff dei Miami Dolphins |
| --- |
| Organi dirigenziali - Chairman/Managing General Partner – Stephen Ross - Vice chairman/partner – Bruce Beal - Vice chairman – Jorge Pérez - Vice chairman – Matt Higgins - Vice chairman, presidente e CEO – Tom Garfinkel - General manager – Chris Grier - Assistente general manager – Marvin Allen - Vice presidente, amministrazione del football – Brandon Shore - Vice presidente senior, chief financial officer – Chris Clements - Dirigente del personale senior – Reggie McKenzie - Co-direttore, personale dei giocatori – Adam Engroff - Co-direttore, personale dei giocatori – Anthony Hunt - Direttore degli osservatori del college – Matt Winston - Osservatore senior – Jim Abrams - Consulente speciale del vice chairman, presidente e CEO – Dan Marino Capo allenatore - Capo-allenatore – Mike McDaniel - Capo-allenatore associato/running back – Eric Studesville - Capo-allenatore associato/tight end – Jon Embree Altri allenatori - Preparatore atletico – Dave Puloka - Assistente p.a. – Adam Lachance Allenatori dell'attacco - Coordinatore offensivo – Frank Smith - Quarterback/coordinatore gioco sui passaggi – Darrell Bevell - Assistente quarterback – Chandler Henley - Wide receiver – Wes Welker - Offensive line – Butch Barry - Assistente offensive line – Lemuel Jeanpierre - Assistente attacco – Ricardo Allen - Assistente attacco – Mike Judge - Assistente attacco – Max McCaffrey - Assistente attacco – Kolby Smith - Controllo qualità – Josh Grizzard Allenatori della difesa - Coordinatore difensivo – Vic Fangio - Defensive line – Austin Clark - Assistente defensive line – Kenny Baker - Linebacker – Anthony Campanile - Outside linebacker – Ryan Slowik - Coordinatore gioco sui passaggi/linea secondaria – Renaldo Hill - Cornerback/specialista gioco sui passaggi – Sam Madison - Safety – Joe Kasper - Assistente defensive back – Mathieu Araujo - Assistente – Wade Harman - Assistente difesa – Steve Donatell Allenatori dello special team - Coordinatore Special Team – Danny Crossman - Assistente special teams – Brendan Farrell |